# Luteranismo na Noruega
O Luteranismo é a maior religião na Noruega, sendo praticado por 71,5% da população. A maior denominação Luterana da Noruega é a Igreja da Noruega sendo ela a igreja oficial até 2017 quando passou a ser considerada a igreja nacional, e tornando-se independente do estado, porém ainda sendo apoiada pelo estado.

## História
A Noruega foi gradualmente cristianizada a partir do final da Idade Média e fazia parte do Cristianismo ocidental, reconhecendo a autoridade papal até o século XVI. A Igreja exerceu um grau significativo de soberania na Noruega e, essencialmente, compartilhou o poder com o rei da Noruega como governante secular. A reforma luterana na Dinamarca-Noruega em 1536-1537 rompeu laços com a Santa Sé / Papa, Sumo Pontífice e Bispo de Roma 20 anos após o início da Reforma Protestante, quando Lutero pregou suas propostas nas 95 Teses nas portas da Igreja de Wittenberg pedindo um debate teológico sobre abusos e erros percebidos em 31 de outubro. 1517. Mais tarde, resultou na separação das dioceses da Igreja Católica na Noruega e em toda a Escandinávia e estabelecimento de uma igreja estatal intimamente integrada com o estado. e completamente sujeito à autoridade real, com o Rei como Chefe da Igreja na Terra, ao invés, dirigido pelo Papa / Bispo de Roma. Esta ação seguiu o exemplo estabelecido anteriormente na fundação da Igreja da Inglaterra pela intensa ação política e pedidos de divórcio pelo rei Henrique VIII. Esta Igreja Anglicana foi seguida séculos mais tarde por um movimento mundial da Comunhão Anglicana que mais tarde reconheceu nos séculos 20 e 21 e declarou intercomunhão com várias outras denominações, como os luteranos, presbiterianos, reformados, metodistas, etc. Até a era moderna, a Igreja da Noruega não era apenas uma organização religiosa, mas também uma das os instrumentos mais importantes do poder real e autoridade oficial, e uma parte importante da administração do estado, especialmente nos níveis local e regional.
A Reforma na Noruega foi em 1537, quando Cristiano III da Dinamarca e Noruega declarou o luteranismo como a religião oficial da Noruega e Dinamarca, enviando o arcebispo católico romano, Olav Engelbrektsson, para o exílio em Lier, na Holanda (agora na Bélgica). Bispos (inicialmente chamados de superintendentes ) foram nomeados pelo rei. Isso trouxe uma forte integração entre igreja e estado. Após a introdução da monarquia absoluta em 1660, todos os clérigos eram funcionários públicos nomeados pelo rei, mas questões teológicas eram deixadas para a hierarquia de bispos e outros clérigos. Quando a Noruega recuperou a independência nacional da Dinamarca em 1814, a Constituição da Noruega reconheceu a igreja luterana como a igreja do estado.

## Organização

Dioceses Luterana da Noruega

Até 2012, o chefe constitucional da igreja era o rei da Noruega, que é obrigado a professar-se um luterano. Após a emenda constitucional de 21 de maio de 2012, a igreja é autogovernada em relação às questões doutrinárias e à nomeação do clero. O atual rei Haroldo V é Luterano, assim como seus antecessores.
A maior denominação Luterana tem uma estrutura episcopal-sinodal, com 1.284 paróquias, 106 decanatos, 11 dioceses e, desde 2 de outubro de 2011, uma área sob a supervisão das Presenças. As dioceses são, de acordo com a classificação das cinco sedes históricas e depois de acordo com a idade.
Os noruegueses são registrados no batismo como membros da Igreja da Noruega, e muitos permanecem membros para poder usar serviços como batismo, confirmação, casamento e enterro, ritos que têm forte posição cultural na Noruega.

## Igreja Luterana Evangélica Livre da Noruega

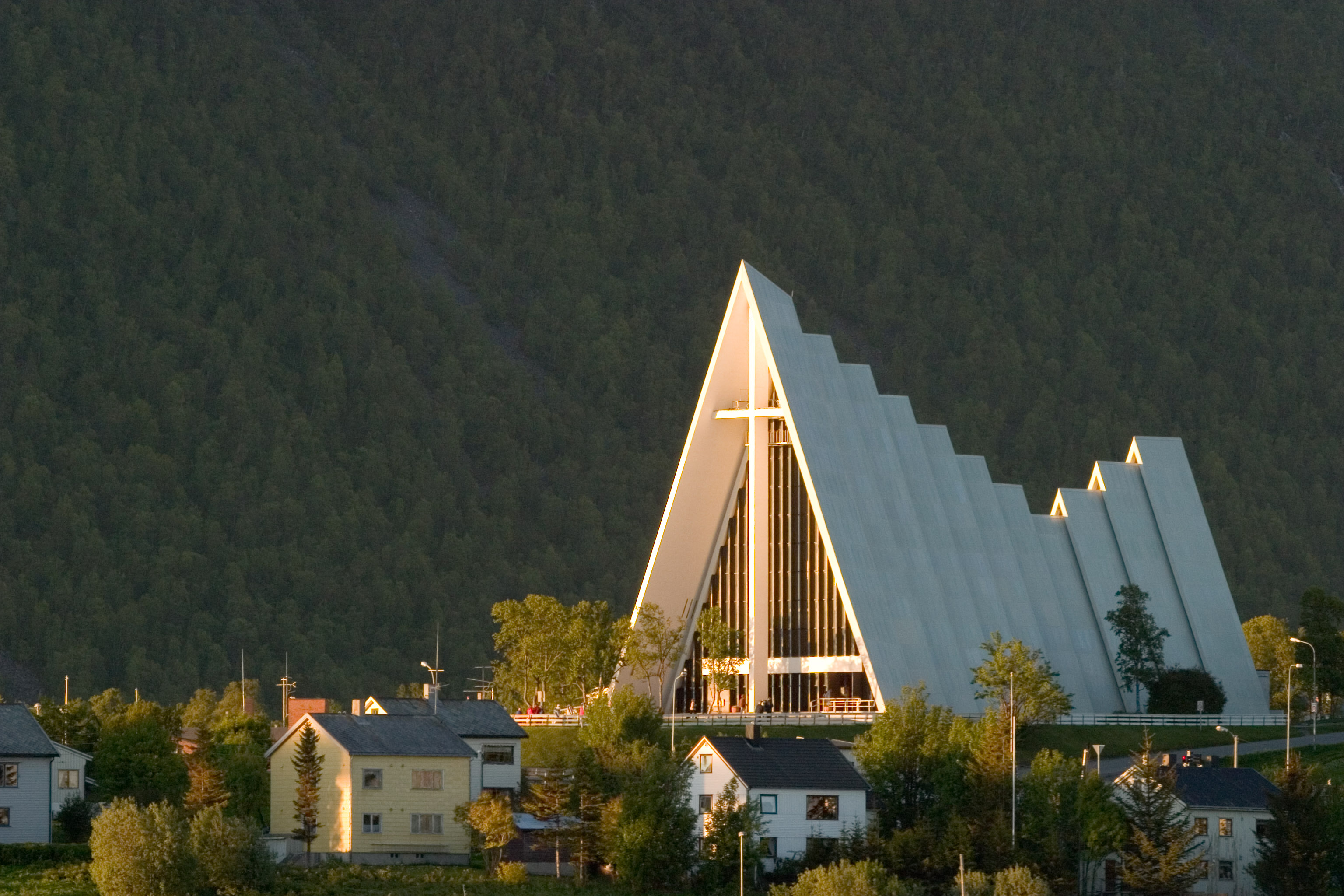
A Catedral do Ártico, é um exemplo de arquitetura moderna Luterana na Noruega.

A Igreja Evangélica Luterana Livre é uma igreja luterana nacional na Noruega composta de 81 congregações e 21.817 membros batizados.  Foi fundada em 1877 em Moss. É distinta da Igreja da Noruega, embora ambas as igrejas sejam membros da Federação Luterana Mundial. A Igreja Livre é economicamente independente e não aceita uniões homossexuais.
A Igreja Evangélica Luterana Livre é fundada sobre a Bíblia e a confissão da Igreja Luterana. Na Igreja Livre são aqueles que são batizados e confessam a fé cristã que tem direito a voto. Ele tem autoridade para chamar seu clero e todos os outros funcionários e passa suas próprias leis da igreja.
Há também uma igreja Luterana filiada a Igreja Luterana sínodo de Missouri dos EUA.